# La mort tombe doucement
Pour plus de détails, voir Fiche technique et Distribution.
La mort tombe doucement (La morte scende leggera) est un giallo italien réalisé par Leopoldo Savona et sorti en 1972.

## Synopsis
Giorgio Darica, un puissant malfaiteur, rentre chez lui pour trouver sa femme assassinée de manière barbare. Il soupçonne que le meurtre de sa femme est une vendetta mafieuse. Incapable de comprendre qui pourrait être l'instigateur du meurtre, il s'enfuit avec Liz, sa maîtresse, et se réfugie dans un hôtel en dehors de Rome. Une fois là-bas, il est le témoin d'une suites d'assassinats baroques qui menacent de le conduire à la folie.

## Fiche technique
Sauf indication contraire, les informations mentionnées dans cette section peuvent être confirmées par la base de données cinématographiques IMDb,  présente dans la section « Liens externes ».
- Titre français : La mort tombe doucement
- Titre original italien : La morte scende leggera[1]
- Réalisation : Leopoldo Savona
- Scénario : Luigi Russo, Leopoldo Savona
- Photographie : Luciano Trasatti (it)
- Montage : Otello Colangeli
- Musique : Lallo Gori
- Son : Angelo D'Abruzzo
- Costumes : Fabrizio Diotallevi[1]
- Société de production : Agata Film
- Pays de production :  Italie
- Langue originale : italien
- Format : Couleur - Son mono - 35 mm
- Genre : Giallo
- Durée : 85 minutes (1 h 25)
- Dates de sortie : 
  - Italie : 1972 (visa délivré le 10 août 1972[1])

## Distribution
- Stelio Candelli : Giorgio Darica
- Patrizia Viotti : Liz
- Veronika Korosec : Adele
- Fernando Cerulli (it) : M. Magrini
- Antonio Anelli : L'hôtelier
- Rossella Bergamonti : Marisa
- Carla Mancini : La standardiste
- Tom Felleghy : L'avocat Savara
- Franco Marletta : Le réalisateur
- Lella Cattaneo : L'hôtelière
- Marcello Di Martire
- Mathily Doria
- Alessandro Perrella